# Diglossi
Diglossi innebär att språkanvändare i ett samhälle använder två språk men i olika situationer.

## Termens ursprung
Under 1800-talet studerade den grekiske författaren Emmanuel Rhoides (1836–1904) skillnaden mellan sin tids skriftspråk som låg nära antik grekiska och talspråket som hade förändrats mycket. Han använde termen διγλωσσία (diglōssia)  tvåspråklig då han ansåg att förändringen var så stor att man kunde se dem som två olika språk.
Bland professionella språkvetare använde Ioannis Psycharis först termen ”diglossie” i franskspråkig vetenskap, och  arabisten William Marçais beskrev 1930 språksituationen i arabisktalande länder som diglossi. Den klassiska definitionen av diglossi gave sedan av Charles Ferguson 1959.

## Språkområden med diglossi
Charles Ferguson avsåg först förhållandet mellan två olika varieteter av samma språk, en hög respektive låg varietet, som används inom olika språkliga domäner. Exempel på detta är arabisktalande samhällen, där högvarieteten är klassisk arabiska och lågvarieteten är de regionala arabiska språken, i Schweiz där standardtyska är högvarieteten och schweizertyska är lågvarieteten, eller i till exempel Ryssland där kyrkslaviska förekommer som kyrkligt språk men överallt annars talas ryska.
Högvarieteten används typiskt i formella sammanhang, medan lågvarieteten hör till hem och familj. Det innebär att lågvarieteten är talarnas första språk, och högvarieteten typiskt lärs in under skoltiden. Ofta har högvarieteten hög prestige och signalerar klass. Eftersom högvarieteten inte främst används för kommunikation i vardagen sker där inte mycket språkförnyelse, utan den sker i lågvarieteten.

## Vidgad betydelse
Begreppet har vidgats till att omfatta samhällen där två olika språk (till skillnad från varieteter av samma språk) talas. Ett standardexempel är Paraguay där spanska är högspråk och guaraní är lågspråk, då litteratur till exempel förekommer mest på spanska medan vardaglig kommunikation sker på guaraní.
Mer aktuella exempel på diglossi skulle till exempel vara ett scenario där all undervisning i skolan sker på svenska, men all forskning på högskole- och universitetsnivå sker på engelska. 
I norra Sverige har en diglossi funnits mellan meänkieli och svenska under större delen av nittonhundratalet.  Ett annat exempel är döva i Sverige som använder sitt modersmål, teckenspråk, som talat språk och svenska som skriftspråk. I svenskspråkiga svenska Österbotten pratar man i allmänhet österbottniska folkmål som avskiljer sig mycket från standardssvenskan, men i officiella sammanhang samt i större städer (till exempel Vasa) och utanför landskapet, till exempel i södra Finland eller Sverige, används standardsspråket.

## Skillnad mot parallellspråklighet
I motsats till diglossi kan man tala om parallellspråkighet. Detta innebär att språkanvändarna i ett område är tvåspråkiga (eller flerspråkiga), och där kan båda språken användas i vilken kontext som helst (det vil säga både i skolan och i forskningsrapporter).